# 流加培養
流加培養（りゅうかばいよう、フェッドバッチ、fed-batch culture）は、微生物や動物細胞の工業的な液体培養法のひとつである。半回分培養（はんかいぶんばいよう、semi-batch culture）ともいう。

すなわち、流加培養とは、微生物あるいは動物細胞を工業的に液体培養する際に、ある特定の物質（多くの場合、培地成分。1成分あるいは複数の成分あるいは総ての培地成分でもよい）をバイオリアクター（培養槽）へ外部から供給するが、培養ブロス（細胞と培養液を合わせたもの）は収穫前の途中には抜き取らないような培養法である。この培養技術について、まず概要および利点を述べ、歴史を振り返って、次に通常の回分培養と比較して流加培養が有利となる7つの場合を説明する。次に、流加培養をフィードバック制御の有り、無しの2方式に大分類し、それぞれの方式を更にいくつかに細分類して、数式を交えて詳しく説明する。最後に、流加培養のスタートアップとスケールアップについて述べる。

## 概要
流加培養とは、微生物または動物や植物の細胞を工業的なバイオリアクター（培養槽）で液体培養する際に、培養中ある特定の基質（栄養源、培地成分）をバイオリアクターへ供給するが、培養ブロス（菌体、細胞と培養液）は収穫時までバイオリアクターから抜きとらないような培養法である。流加基質としては、1成分または2成分以上でも、あるいは総ての栄養源を含む培地でもよい。出典[3]は1984年に発表された総説であり、出典[5]は2013年に出版された単行本であり、それぞれの発行年までの流加培養に関連する諸論文がほぼ網羅されている。

この特性から考えると、本質的には回分培養（かいぶんばいよう）（バッチ培養, batch culture）であり、その1つの変形とみなされよう。英語ではfed-batch cultureまたはsemi-batch cultureと呼ばれ, extended culture という言葉も以前は用いられた。ドイツ語では, Zulaufsverfahren と呼ばれている。これらの呼称のうち, 半回分（はんかいぶん）semi-batchという言葉は、反応工学では既に確立した用語となっているが、微生物反応の半回分操作においては、供給される基質は微生物に摂取される栄養物質である場合が多いので,  fed-batchという言葉が一番適切であろう。事実、多くの英文の報文や総説でこの専門用語が用いられている。今日では、微生物や細胞の培養工学では、回分培養、流加培養、連続培養 (batch, fed-batch, and continuous cultures) が3点セットで記述されている。なお、"fed-batch"という英語の専門用語は1983年に発表されたオリジナル論文のタイトルに歴史上初めて現れている.

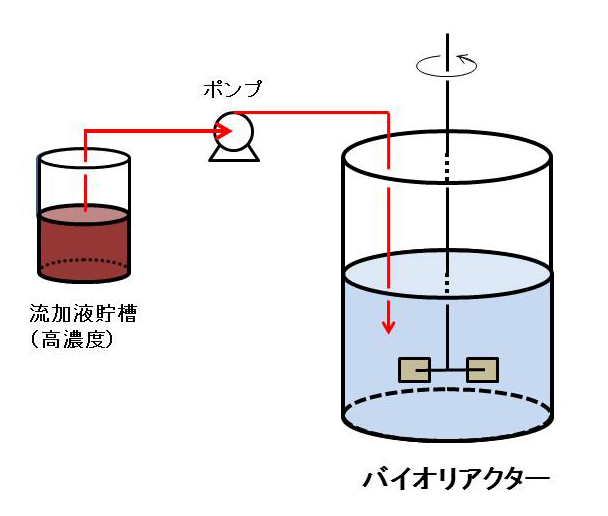
流加培養（フィードバック制御のない場合）

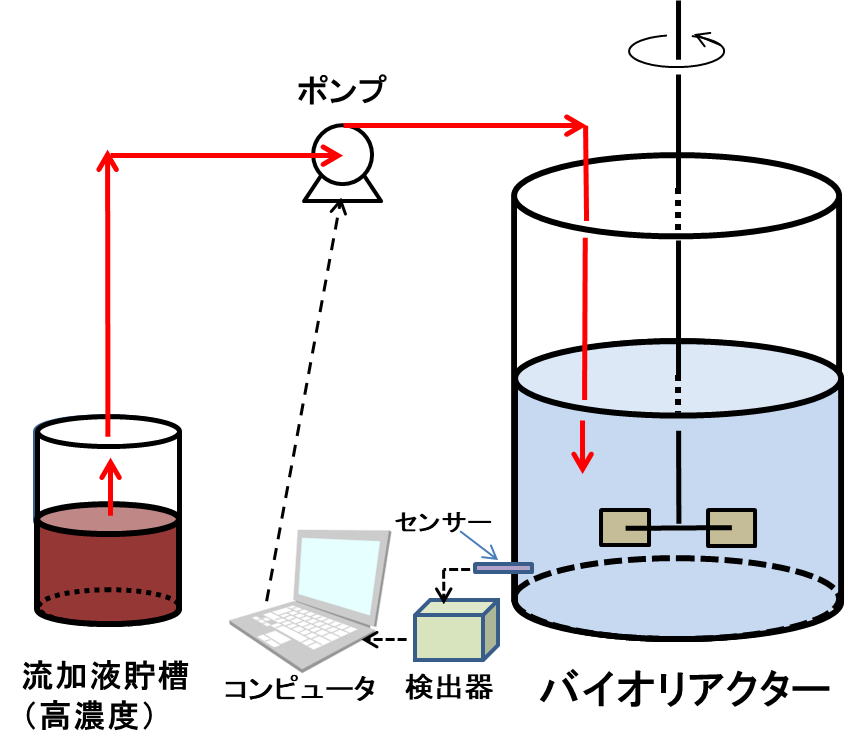
流加培養（フィードバック制御のある場合）
センサーは1つだけとは限らないで、複数のセンサーからの情報をコンピュータに入力することもある。

流加培養において、どのような物質を流加基質とし、どのように流加するかは、企業のノウハウに属する極秘技術であり、工業的流加培養の詳細を知ることは困難であるが、相当数の工業的発酵がこの方法で行われている。

流加培養の利点は、培養液中の流加基質濃度を任意に制御できることである。すなわち、回分培養では、必要な培地成分はすべて、一度に前もって加えられ、それらの濃度はまったく制御されないで微生物まかせである。これに対して流加培養では流加基質（類）は目的に応じて少しずつ供給されるので、培養液中のそれらの濃度を最適に制御できる（ほとんどの場合、低濃度に制御される）。一方、連続培養（ケモスタット）では、増殖制限基質も含めてすべての培地成分が一定の値に維持される。したがって、微生物の置かれている環境制御という視点からすると、流加培養は回分培養と連続培養との中間に位置する培養であると言えよう。現在、雑菌汚染、ファージ汚染、あるいは突然変異などの問題により、工業的な連続培養は、いくつかの限られた発酵以外は実施されていない。ゆえに、回分培養の改良という観点から流加培養はますます重視される。

## 歴史
この発酵プロセスないし操作法で、一番古く（第1次世界大戦後、ドイツの特許が、1925年に出願され、1933年に公開されている）また一番よく知られている例は、パン酵母製造においてアルコールの生成をできるだけ抑えるために、低糖濃度を維持するように糖を間欠的に逐次添加する方法であろう。流加法によるパン酵母の製造は、その後いろいろ改良が加えられており、工業的に重要な流加発酵プロセスである。

歴史上、次いで現われたのは、ペニシリン発酵において、エネルギー源（たとえば、グルコース、ラクトースなど）とペニシリンの前駆体（たとえばフェニル酢酸）とを逐次添加する方法である。

次に、1956年グルタミン酸発酵から始まった、日本が世界に誇るアミノ酸発酵において、いくつかのアミノ酸発酵に流加法が用いられた。

さらに、遺伝子工学の発展後、組換え体（主として大腸菌の組換え体）の高密度培養に流加法が採択された。組換え酵母による異種タンパク質生産にも適用されている。

最近では、動物細胞（主としてチャイニーズハムスター卵巣（CHO）細胞）の高密度液体培養による抗体医薬製造に適用されている。

## 流加培養が有利な場合
一般的に言って、ある培地成分の濃度の大小が生産性や収量に著しく影響されるような場合には流加発酵が従来の回分発酵より有利である。そのような場合としては、次の7つの場合が挙げられる。

### 高密度培養（高細胞濃度培養）
1L当たり50〜150 g乾燥菌体程度の高菌体濃度（高密度）を達成しようとする時、それに必要な栄養素を一度に仕込めば高濃度となり、たとえ通常は基質阻害を起こさないと考えられているような基質でも浸透圧効果と高濃度阻害のため、菌は増殖しない。よって、ほとんど総ての栄養源を過不足なく流加し続ける以外に方策はない。組換え大腸菌の高密度培養については、多くの研究がなされた。Kishimoto等は、大腸菌でよく使用されるＬＢ培地（実際はmodified LB medium)の元素分析と乾燥菌体の元素分析を比較して不足する成分を補うような流加液の組成を決定して、エキスパートシステムを適用して、E. coli W3110株を、24時間で125g乾燥菌体/Lという高密度培養に成功している。
動物細胞の培養には複雑で高価な培地が必要であるが、培地組成のなかで炭素源としてグルコースおよび窒素源としてグルタミンがよく使われる。その高密度培養（1×107 cells/mL以上）のために回分培養を行うと、乳酸やアンモニアなどの有害物質が過剰に蓄積し、これらが細胞増殖を阻害する。培地を流加すれば、それらの阻害を防止でき、さらに培地成分をきわめて有効に使い尽くすことができる。

### 高濃度基質阻害のある場合
メタノール、エタノール、酢酸、芳香族化合物など、比較的低い濃度でも増殖阻害を起こす基質の場合は、基質を流加することにより、誘導期の短縮と増殖阻害の軽減が期待できる。

### クラブトリー効果の存在する場合
クラブトリー効果 (Krabtree effect) とは、酵母（主としてパン酵母）の培養において、糖濃度が高くなりすぎると、たとえ溶存酸素（DO）が十分存在していても、糖からエチルアルコール（および少量のグリセリンと酢酸）が生成し、それだけ菌体の対糖収率が低下する現象である。グルコース効果 (glucose effect) とも呼ばれる。大腸菌や枯草菌などの細菌の好気培養においても、糖濃度が高いと、酢酸、乳酸、蟻酸などの有機酸が副生し、増殖阻害を起こしたり代謝活性に悪影響を与える。これを細菌クラブトリー効果 (bacterial Krabtree effect) と呼ぶ。
ゆえに、酵母の対糖収率低下をきたさない程度に糖濃度を低く抑える必要があり、そのためパン酵母生産では流加培養法が常用されている。また、遺伝子組換え大腸菌も酢酸などの有機酸の生成を抑えるために、流加培養法が適用されている。

### 異化物抑制を受ける場合
グルコースのように容易に資化される炭素源で微生物を回分的に増殖させると、ある種の酵素、とくに異化代謝に関係する酵素（群）の生合成は抑制させる。この効果は異化物抑制 (catabolite repression) と呼ばれる。そのような酵素生合成の抑制効果に打ち勝つ1つの強力な手段が流加法であり、これによって、糖濃度を低下させ、増殖を抑え、酵素生成は脱抑制される。また、ペニシリンなどの抗生物質の生合成代謝にも異化物抑制効果がみられ、流加法は収量の向上をもたらす。

### 栄養要求変異株を用いる発酵
栄養要求変異株 (auxotroph mutant) を用いる発酵では、要求される物質を過剰に加えると菌体増殖のみか起こって、目的代謝産物の生成は少ない。一方、非常に不足の場合も菌体増殖は抑えられ、その微生物による代謝産物の生成は少ない。したがって、その中間に最適濃度があるはずであり、それを達成するために流加発酵が実施されている。例えば、L-グルタミン酸発酵に用いられるコリネ菌 (Corynebacterium glutamicum) のホモセリン要求株をL-ホモセリン、あるいはL-スレオニンとL-メチオニンを制限して培養する（栄養要求物質を生育に必用な量よりも少なく与えて培養する）ことにより、著量のL-リジンが培地中に蓄積する。絶えず制限して培養するために、栄養要求物質は流加される。

### 抑制性プロモーターを持つ遺伝子の発現制御
組替え微生物による異種タンパク質生産に影響する因子は多数存在するが、遺伝子の分子構造上の因子のうち、特に重要なのはプロモーターの種類と強さである。プロモーターはその発現様式から、構成的 (constitutive) なものと調節性 (regulable) なものに大別され、後者はさらに誘導性 (inducible) なものと抑制性 (repressible) なものとに細分される。抑制性プロモーターでは、培地中にある化合物が存在すると、その化合物（もしくはその代謝産物）がコリプレッサーとしてアポリプレッサーと結合しホロレプレッサーとなり、これが遺伝子上流のオペレーターに結合して転写ができなくなる。しかし、通常その化合物は菌の増殖には必須である。よって、遺伝子発現に好適な非常に低い濃度に保ちつつ培養する。そのため、その化合物は流加される。trp operon（トリプトファン　オペロン）やphoA（アルカリホスファターゼをコードする遺伝子）などがその例である。

### 反応時間の延長、水分損失の補填、培養液粘度の低下
目的代謝産物の生成が指数期から減速期にかけて顕著である場合、この期間を引き延ばし1回当たりの生産量を増大させることが可能である。長時間、好気培養を続けると、排気ガスによって、培養液量が減少することがある。また、目的代謝産物が多糖類などの場合は、培養液の粘度が異常に高くなって、発酵の続行が難しいこともある。これらの問題を解決するために、時として、流加法が適用される。

## 流加培養で基質濃度を任意に制御できることの証明
前述の概要で、流加培養の利点は培養液中の流加基質濃度を任意に制御できること、と述べた。このことを簡単な数式で以下に示す。
今、ただ1種類の基質Ｓを流加し、ある微生物を好気培養して、二酸化炭素のみが生成物であるという最も単純な流加培養を考える。培養液量はほぼ変わらないと仮定すると、ある時間 t におけるＳの微分物質収支式は、
{\displaystyle ds/dt=f_{vol}s_{in}/v-(\mu /Y_{x/s}+q_{CO2}/Y_{CO2/s})x}
ただし、s は培養液中の流加基質濃度[g/L]、t は培養時間[h]、fvol は流加液の体積流量[L/h]、sin は流加液中の流加基質濃度[g/L]、v はバイオリアクター内の培養液量[L]、μ は微生物の比増殖速度[h-1]、Yx/s は菌体収率[g-DCW/g-substrate]、qCO2 は二酸化炭素生成速度[h-1]、YCO2/s はＳ由来の二酸化炭素生成収率[g-CO2/g-substrate]、x は菌体濃度[g-DCW/L]である。右辺第1項は単位培養液当たりのＳの流加流量、第2項（2つの細分項から成り立っている）は x から見たＳの消費速度である。
もし、f が高くて右辺第1項＞右辺第2項ならば、ds/dt > 0 となり s は増加し、逆に f が低くて第1項＜第2項ならば、ds/dt < 0 となり s は減少する。そして、f が適切で丁度、第1項＝第2項であれば、ds/dt = 0 となり s は変わらない（一定である)。よって、f を人間の手で、あるいは自動的に、変動させることによって、s を人為的に任意に変えることができるのである。

なお、流量(flow rate)とは単位時間当たりの流体の移動量であり、国際単位系では体積流量[m3/s]（上式では、国際単位系でなく、[L/h]としている）、質量流量[kg/s]、モル流量[mol/s]があり、流速(flow velocity)とは区別されねばならない。流速とは、文字通り、流体の流れの速度（速さ）であり、単位は例えば[m/h]である（国際単位系では[m/s]）。

## 各種流加方式
流加培養では、基質（溶液）の流加によって、バイオリアクター内の培養液量は多かれ少なかれ、増大する。増加量が無視できる場合と、無視できない場合に大別される。前者を培養液量一定流加培養 (constant-volume fed-batch culture)、後者を培養液量可変流加培養 (variable-volume fed-batch culture) と区別できる。前者は液状基質（メタノール、エタノール、グリセリンなど）や粉末状のグルコースや濃厚基質溶液を流加する場合であり、後者はそうでない場合である。基質の水溶液をフィードする場合は、基質と共に水がフィードされるが、実用的な観点からすると、水を供給しても培養液が希釈され培養液量が増えるだけで、何のメリットもない。運転・解析の容易さを考えると、出来るだけ濃厚な溶液をフィードすべきである。
さて、流加培養の要点は、流加基質濃度を制御することであるから、その中心的問題は、何を流加するかということと、いかに流加するかということである。後者には、いつ流加を開始するかという問題も含まれる。前者を決定するには、微生物生理学、微生物遺伝学、生物化学、分子生物学などのバイオサイエンスの知識が必要である。エンジニアリングは後者とかかわりがある。流加の仕方により流加培養を分類できる。表に各種流加方式として、その分類を示す。

なお、流加培養で収穫時に培養液を一部残し、同じバイオリアクター内で次の流加培養の種菌として使い、これを繰り返すような操作法は反復流加培養（Repeated fed-batch culture (fermentation)）と呼ばれる。
| 大分類                                | 細分類1 | 細分類2 |
| ------------------------------------- | --- | --- |
| （1）フィードバック制御のない流加培養 | - 1.1 定流量流加培養 - 1.2 指数的流加培養 - 1.3 最適化流加培養 （最大原理(MP)、動的計画法(DP)など） - 1.4 間欠的添加法 | |
| (2) フィードバック制御のある流加培養  | - 2.1 直接的： 培養液中の流加基質濃度を測定して、その値を直接的に制御指標とする。 - 2.2 間接的： 微生物反応に密接に関連する可観測なパラメータを制御指標とする。 （パラメータとしては、pH, DO, qo2, RQ, 濁度、アンモニア添加量、排ガスのCO2分圧、等がある。） | - 2.a 定値制御（PID制御） - 2.b プログラム制御 - 2.c 最適制御 - 2.d 知的制御 （ファジー制御（FC）、ニューラルネットワーク（NN）、エキスパートシステム(ES)など、総称してAI） |

表の（2）フィードバック制御のある流加培養では、大別して(2.1) 直接的と(2.2) 間接的に分類されるが、それぞれが(2.a)-(2.d)に細分類されるので、合計2×4=8通りありうることになる。

### 定流量流加培養
定流量流加培養 (Constantly fed-batch culture, CFBC) は基質の質量流量、{\displaystyle f_{mass}} [単位はg/h]、あるいは体積流量、{\displaystyle f_{vol}} [単位はL/h]、が一定の場合で、最も簡単な流加培養である。流加液中の基質濃度を{\displaystyle s_{in}} [単位はg/L]とすると、{\displaystyle f_{mass}=f_{vol}\times s_{in}}である。この流加方式の数学的解析および実験的研究がある。
 

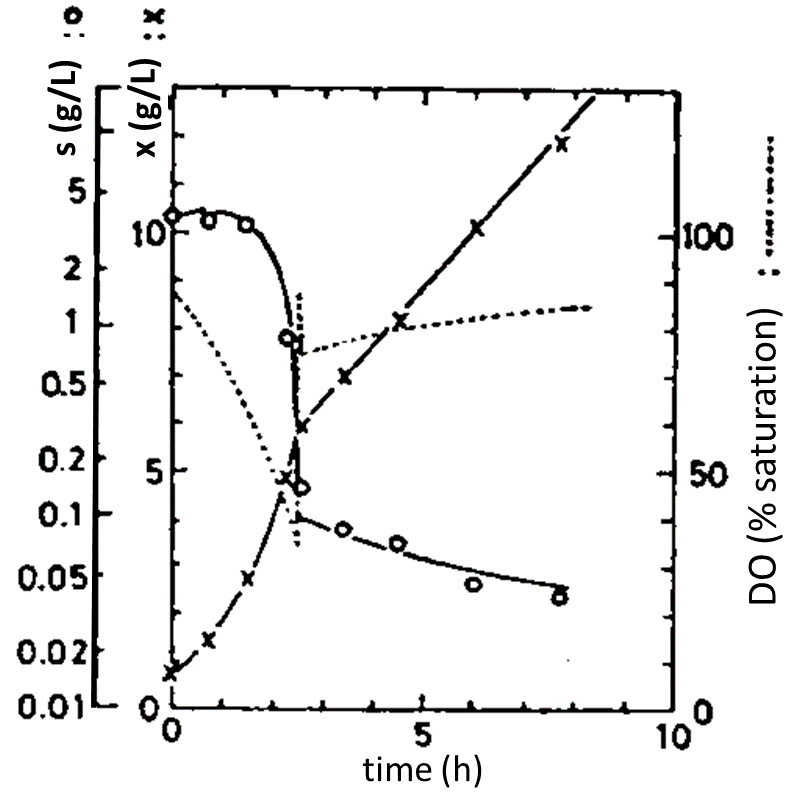
定流量流加培養の一例^{[17]}
（流加開始から約3時間後以降に直線増殖が見られる）

この流加方式の最大の特色は、直線増殖 (linear growth) が起こることである（右図参照）。

すなわち、菌体濃度を{\displaystyle x} [単位はg乾燥菌体/L]、培養時間を{\displaystyle t} [単位はh]、流加開始時の培養液量を{\displaystyle v_{0}} [単位はL]とすると、培養液量一定の流加培養の場合は、
{\displaystyle {\frac {dx}{dt}}={\frac {k_{l}}{v_{0}}}={\frac {Y_{x/s}f_{vol}s_{in}}{v_{0}}}}(=一定)
上式は、菌体収率、{\displaystyle Y_{x/s}} が一定ならば、直線増殖期の増殖曲線の傾きは、質量流量、{\displaystyle f_{mass}(=f_{vol}\times s_{in})}、に比例することを示す。
また、培養液量を v [単位はL] とすると、培養液量可変流加培養の場合は、
{\displaystyle {\frac {d\left(vx\right)}{dt}}=k_{l}(=Y_{x/s}f_{in}s_{in})}（=一定）
しかし、初期条件（流加開始時の流加基質濃度、s0）によっては、その前に指数増殖期（対数増殖期）が現われる。また、直線増殖が観察されるには、流量の値に条件 ({\displaystyle f_{mass}}の範囲）があり、非常に低いと増殖はないし、高すぎると直線増殖は観察されない。指数増殖から、直線増殖への移行はきわめて急激であり、直線増殖期では比増殖速度 μ [単位は1/h] はずっと低くなり、時間的にあまり変化しない。菌体濃度の変化は、初期条件と希釈の程度によっていろいろな場合があり、減少することもある。また、ある特定の条件の時は、菌体濃度が時間的に変化せず一定となる。このように、定流量流加培養において菌体濃度が時間的に変化しない状態は‘準定常状態'と名付けられた[4]。しかし、菌体濃度が時間的に変化するかどうかは、微生物の増殖の程度と流加液中の水による培養液の希釈の程度の大小によって決まるので、微生物の置かれている環境の状態からすると、直線増殖期では、非定常状態にあると言える。基質濃度 s [単位はg/L] は指数増殖から直線増殖へ移行する時点できわめて急激に（数百分の一に）減少し、直線増殖期においては、基質濃度sは基質飽和定数 Ks [単位はg/L] より低いところでゆるやかに減少しその値はKsによらない。

### 指数的流加法
微生物の増殖は理想的には時間に関して指数関数的であり、ケモスタッドでは流量によって希釈率を制御し、比増殖速度 μ [単位は1/h] を一定に保っている。よって、流加操作によっても μ を一定に保つように基質濃度、s を制御できるはずである。
流量を培養時間に関して指数関数的に増加させることになるので、このタイプの流加操作は指数的流加法 (Exponentially fed-batch culture, EFBC) と呼ばれ、この流加方式に関する数学的解析および実験的研究がある。

ここで、流加液の体積流量を{\displaystyle f_{vol}} [単位はL/h]、流加液の中の基質濃度を{\displaystyle s_{in}} [単位はg/L]、培養液中の流加基質濃度を{\displaystyle s} [単位はg/L]、菌体収率を{\displaystyle Y_{x/s}} [単位はg乾燥菌体/g基質]、最大比増殖速度をμmax [単位は1/h]、指数関数的に増加させる際の指数を{\displaystyle k_{e}} [単位は1/h] 、培養時間を{\displaystyle t} [単位はh]、とすると、一般に、{\displaystyle s\ll s_{in}} であるから、
{\displaystyle f_{vol}={\frac {v_{0}x_{0}}{Y_{x/s}s_{in}}}\cdot k_{e}e^{k_{e}t}}
とすれば、
(i) {\displaystyle s=s_{0}} (一定)、
(ii) μ = {\displaystyle k_{e}} （一定）となり、
μ は {\displaystyle k} ≤ μmax の範囲で外部から任意に制御できる、
という2つのユニークな特徴がある。この2点からして、指数的流加法はケモスタットに類似している。上式で、{\displaystyle f_{vol}}∝{\displaystyle e^{k_{e}t}}ではなく、{\displaystyle f_{vol}}∝{\displaystyle k_{e}e^{k_{e}t}}であることに注意が必要である。

なお、この場合バイオリアクター内の総バイオマス量は、
{\displaystyle vx=v_{0}x_{0}e^{\mu t}(=v_{0}x_{0}e^{k_{e}t})}
である。

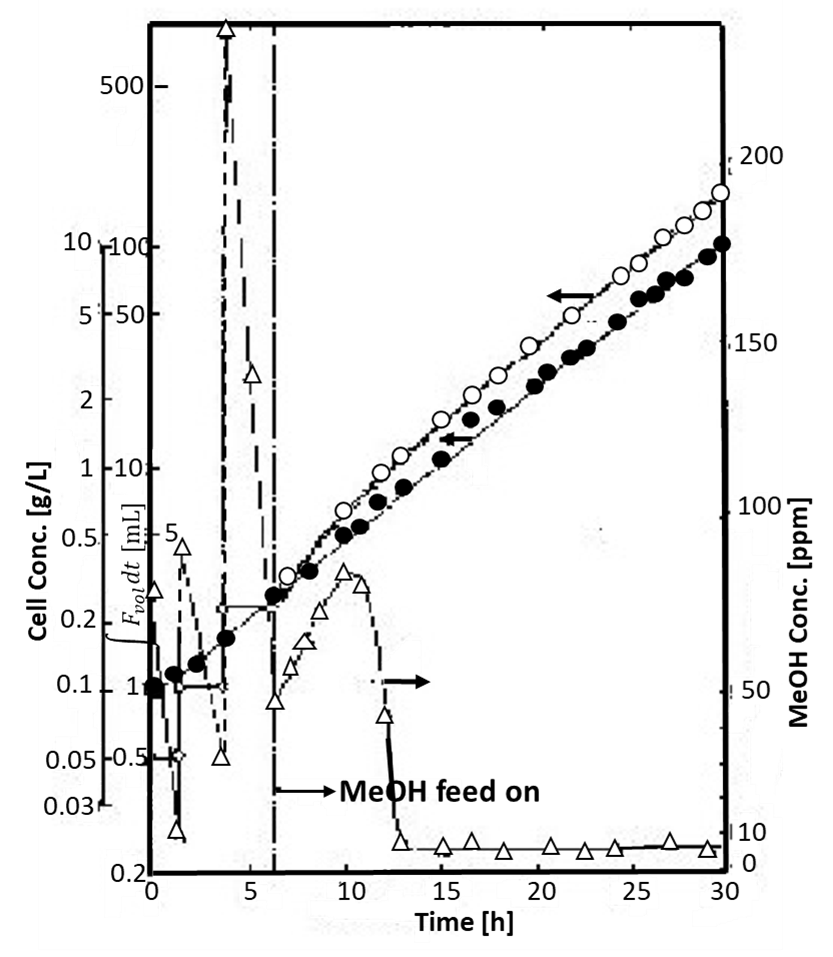
指数的流加培養の一例^{[18]}
（微生物：メタノール資化性菌FM-O2T；流加基質：メタノール。●、菌体濃度 [g-DCW/L]; △、メタノール濃度 [ppm]; ○、流加したメタノールの積算値 [mL]。）

このタイプの流加法は、パン酵母の培養において、一定の時間に増殖する菌体量から必要糖蜜量を計算し添加する方式に起源を発する。

この流加法は、メタノールのように、高濃度では誘導期の延長と増殖速度の低下を示す基質を用いて、最短の時間で可能な限り多量の菌体を得るのに適している。指数的流加培養の一例を右図に示す。

一般に、細胞内に存在する物質を、できるだけ短時間にできるだけ多量に生産しようとすれば、μ=μmax 附近で、指数的流加法を行い、最終菌体濃度を可能な限り増大させることである。

### 最適化流加培養
前述の2種類の流加法は、基本的なものとして意義があるが、流加培養により菌体外に分泌する代謝産物を生産しようとする場合、流量は目的に応じて最適に変化させるべきである。このように最適化された流加培養は最適化流加培養 (Optimized fed-batch culture, Optimized fed-batch fermentation) と呼ばれる。このタイプの流加法についてはいくつかの研究報告がある。

### フィードバック制御がある流加培養
基質をあらかじめ決められた通りに流加する方式では、途中、発酵が好ましくない状態に陥っても、それに対処するのが困難である。したがって、可能ならば、何らかのフィードバック制御を行いたいと考えるのは当然である。ある場合には、これは直接現場の技術者が手動で行う。

フィードバック制御のある流加発酵は、制御方式の観点から、間接的なものと直接的なものとに分類できよう。また、制御される流加基質濃度の観点から、一定値に保つ場合(定値制御)と、濃度を時間的に変化させて制御する場合（プログラム制御）とに分類できよう。後者は、たとえば、発酵の初期、濃度を高く保ち、後半に入って低く保つ、といった場合を想定している。
間接的フィードバック制御のある場合:　 プロセスに密接に関連している可観測なパラメータを制御指標とする方式である。制御指標としては、溶存酸素濃度 (DO)、呼吸速度、排ガス中のCO2分圧、呼吸商 (RQ)、pH、代謝産物、濁度、蛍光、などが報告されている。

DOを利用する方式では、基質濃度が臨界値より低下するとDOが上昇し、基質がある程度以上に存在するとDOが減少する現象を利用する。培養の進行とともに菌体濃度が上昇し、それにつれて酸素需要も多くなるから、通気量・攪拌速度を増やすかして気液間酸素移動容量係数{\displaystyle k_{L}a}を増加させるか、もしくは、空気に純酸素を補充して推進力を高めるかして、いずれにしても酸素移動速度を大きくしていかねばならない。以前はオン・オフ的に流加することが多く、微生物は基質に関して半飢餓状態とそうでない状態とに交互に頻繁にさらされる。このように従来のDO利用方式はon-off制御であり、DO値がきわめて低いこととDO値が大幅に変動するという欠点があった。最近、Horiuchiらは、DO値のより高い値(5-40% 空気飽和値)でのPID制御によるDO-stat方式によって、組換え大腸菌を50数時間流加培養して、短鎖抗体(scFv)の高濃度(総濃度2.8-3.0g/L)生産に成功している。

排ガス中のCO2分圧（濃度）は赤外線CO2ガス分析計（産業用dual beam 式CO2センサー）によって容易にモニターでき、バイオリアクター本体のコンタミの恐れがないという利点がある。排ガス中CO2濃度（より正確にはCO2濃度と排ガス流量の積）は概ね培養液中の総菌体量に比例するので、この変数を流加の自動制御に利用できる。

RQを制御指標とする方式は、パン酵母製造において提案されており、炭酸ガス生成速度と酸素消費速度とを実測し、両者の比RQを1.0より少し高い水準に保って糖濃度を低レベルに抑え、その結果、副産物であるエタノール生成を減少させる。発酵槽入口、出口のO2とCO2の分圧を正確に実測し、それらのデータをコンピュータに入力し、物質収支式からRQを計算し、糖蜜の流加を制御する。

pHを制御指標とする方式(pH-stat fed-batch culture)では、培養液のpHが設定値からずれる現象を利用する。pHの自動制御では、pH電極を培養液中に挿入して、外部のpHコントローラーで下限設定値と上限設定値をあらかじめ設定する。発酵の進行とともに培地成分が消費され、pHが下限設定値より下がればアルカリ液が、pHが上限設定値より上がれば酸溶液が添加され、pHが下限設定値と上限設定値の間にあるときはアルカリも酸も添加されない。そこで、培養の進行と共にpHが下がる傾向にあれば下限下限設定値を利用してアルカリ液の添加と連動して流加液を自動流加し、もしpHが上昇する傾向にあれば、上限設定値を利用して酸溶液の添加と連動して流加液を自動流加する。あるいは、酢酸のようにそれ自身pHの変化をきたす基質の流加に応用される。この制御方式では、無機塩を主体とした合成培地であることが望ましい。

代謝産物濃度を制御指標とする方式は、代謝産物は副産物であり、できるだけその生成を抑えたい場合に利用できる。パン酵母生産におけるエタノールがそのよい例である。培養液中のエタノール濃度を直接測定しなくても排ガス中のエタノール濃度を測定してもよい。

濁度を制御指標とする方式では、培養液の濁度（単細胞微生物であればほぼ菌体濃度に比例する）を連続的に測定できるon-line濁度センサーを利用する。On-line濁度センサーでは、好気発酵の場合、通気の気泡群により影響を受け、出力データにノイズが避けられないので、移動平均値を逐次計算していくなどの統計的処理が必要である。
直接的フィードバック制御のある場合:   培養液中の流加基質濃度を連続的、あるいは間欠的に測定し、その値を制御指標とする方法である。エタノールを流加基質とし、微小多孔性テフロン膜チューブをセンサーとして利用し、溶存エタノールを連続計測した、酵母 Pichia farinosa の流加培養はその一例である。もし、基質が揮発性で、廃気ガス中の分圧と培養液中の濃度とがほぼ平衡にあれば、培養液から抜け出た直後のガスの分圧が制御指標に使える。

培地の無機窒素源としては硫安などのアンモニウム塩がよく使用されるが、高濃度のアンモニウムイオンは微生物や動物細胞の増殖を阻害し、代謝活性を低下させ、酵素などの生合成を抑制する。これらを回避するために、アンモニウムイオン濃度、[NH4+]、を低く保つために窒素源を流加することが望ましい。水中では[NH4+]とアンモニア濃度、[NH3]、の間には平衡関係があり、pHが7以下であればほぼ総て[NH4+]となり、pHが11以上であれば、ほぼ総て[NH3]となる。このことを利用して、培養液を少量連続的に取り出して、アンモニアガス電極を挿入し密閉した小容器(測定溶液のpH=11.0 - 11.5）に導き、[NH3]として連続計測する方式により、培養液中の[NH4+]を定値制御するような、ほぼ直接的フィードバック制御のある流加培養が研究された。このような[NH4+]の直接的フィーバック制御のある流加培養が大腸菌や酵母の培養に適用され高成績が得られている。なお、アンモニウムイオン選択的電極(ammonium ion-selective electode)も存在し、流加培養に適用した報告がある。
どのようなフィードバック制御を適用するにしても、いかなる情報をコンピュータに入力し、どのような情報処理をしてどのようなソフトウェアを用いて基質の流加を最適化するか、が重要である。

## 知的制御の活用
表の細分類2で、知的制御が語句のみ記載されている。この制御は微生物の培養技術としては最も高度な技術であるので、詳しく説明する。
流加培養の目的は一回の培養で生産量を上げることであり､そのため生産時間を延長したり、生産速度を増加させたりして、流加操作を最適化することが望ましい。しかし最適化等詳細な検討を行うには、生物反応はあまりにも複雑であり、それを単純な数式モデルで表現することは難しい。化学プロセスなどで通常行われる、数式モデルに基づいてシミュレーションや最適化を試みるアプローチは現実的ではない。従ってこれまで述べてきた各種流加方式(定流量流加培養、指数的流加培養、その他)を参考にして、試行錯誤により最適流加操作を決定することが主流であった。しかし以下に述べるような知的制御とよばれる方法も流加操作を最適化するのに有効であったと報告されている。

### 統計処理に基づく方法
培養実験データなどから多くの培養状態経時変化を示すデータを採り、実験データから得られる傾向をシミュレーションや最適化に利用しようとする方法である。例えばそのデータから微生物の挙動を示すパラメータ（比増殖速度、比消費速度、比生産速度等）と状態変数（菌体濃度、基質濃度等）の関係式を統計的にもとめ、それを物質収支式に代入して最適化等の計算に用いる。この方法は、炭素源にエチルアルコールを用いて、それを流加してグルタミン酸を生産させる系に適応し、その有効性が確認されている。

### ファジィ制御による方法
多くの培養の結果からえられた、経験則やノウハウを活用する方法としてファジィ制御の活用が試みられてきた。この方法は、直接流加操作そのものをファジィ推論して制御する場合と、培養状況（フェーズ）をファジィ推論した後、個々の培養状況（フェーズ）に応じて流加制御をおこなう、すなわち間接的にファジィ推論を使う場合に分けられる。後者の例として、ビタミンB2生産培養などが報告されている。

### エキスパートシステムを活用した方法
大半の培養プロセスでは流加すべき成分は炭素源等に限られるが、とくに高濃度の菌体ないしは生産物を取得したい場合は、培養中追加していく基質成分として、炭素源以外にも複数個検討すべきである。さらに無機塩類など沈殿しやすい成分の場合は逐次添加する必要がある。 そのためエキスパートシステムを活用し、菌体濃度とこれまで添加した無機塩類の累積量とを比較し、そこから推算された不足分を推算し添加する操作をon-lineで行い、流加培養を補佐し、高菌体濃度を得ることに成功している。

## 流加培養のスタートアップ
流加培養の要は、培養液中の流加基質濃度を制御することであるから、流加開始時に多量の基質が存在していてはならない。しかし、一般に回分発酵では初期に誘導期があり、それを短縮するためにはどうしてもある量は存在していなければならない。そこで、少量の基質を加え、しばらくは回分操作を行いactiveに増殖している状態でかつsが低下してから流加操作をスタートするのがよい。グルコースのようにエネルギー生産や増殖に直接関係する基質を流加する場合は、DOを連続計測し、回分操作中、基質がほとんどなくなってDOが急激に上昇し始める時に流加を開始するとよい。エネルギー産生や増殖とは関係しない二次代謝産物の前駆体のような化合物を流加する場合は、最適な流加開始時点を実験的もしくは数式モデル的に決定する。

## 流加培養のスケールアップ
スケールアップ(scale up)とは、規模拡大と訳されるが、実験室で得られた結果を工業的な規模の装置で実現するための手法である。
実験室規模のバイオリアクターではほとんど問題にならないが、10 m3〜100 m3スケールの工業的バイオリアクターでは、流加基質溶液が流入口から培養液へ出て速やかに混合され、槽内の流加基質の濃度は完全に均一であるということは必ずしも保証されない。すなわち、濃厚な基質が流入するが、一方では槽内の流加基質濃度は10〜100 mg/Lのオーダーであるので、混合時間に依存して槽内では高濃度部分とほとんどゼロとなっている部分が混在して、濃度に位置的分布と時間的変動が生じる。この不均一性が全体として菌体収率や代謝産物収量に影響する。これを解決する1つの方法は、濃厚流加基質溶液のバイオリアクター内への流入口を複数設けることであろう。